# Dolní Libochová
Dolní Libochová là một làng thuộc huyện Žďár nad Sázavou, vùng Vysočina, Cộng hòa Séc.